# Andreas Andersson
Andreas Claes Andersson (Nacka, 1974. április 10. –) svéd válogatott labdarúgó.
A svéd válogatott tagjaként részt vett a 2002-es világbajnokságon.

## Sikerei, díjai
IFK Göteborg
- Svéd bajnok (1): 1996